# Mixture (album de Dragon Ash)
 (février 2024).
Si vous disposez d'ouvrages ou d'articles de référence ou si vous connaissez des sites web de qualité traitant du thème abordé ici, merci de compléter l'article en donnant les références utiles à sa vérifiabilité et en les liant à la section « Notes et références ».
Albums de Dragon Ash
Freedom
(2009) Loud & Peace
(2012)
Singles
1. Ambitious
Sortie : 16 juin 2010
2. Spirit of Progress E.P.
Sortie : 3 novembre 2010

Mixture (アルバム) (stylisé en MIXTURE) est le neuvième album studio du groupe de fusion japonais Dragon Ash, sorti le 8 décembre 2010 au Japon.

## Liste des titres
| 1.    | INTRO                                        | 2:17 |
| 2.    | RAMPAGE                                      | 3:59 |
| 3.    | SOCIAL DESTRUCTION                           | 4:08 |
| 4.    | SKY IS THE LIMIT (Feat. TAKUMA)              | 4:22 |
| 5.    | AMBITIOUS                                    | 4:36 |
| 6.    | TIME OF YOUR LIFE                            | 4:41 |
| 7.    | ECONOMY CLASS                                | 4:27 |
| 8.    | REBELS                                       | 3:45 |
| 9.    | BEAT SURF (Feat. PES & VERBAL)               | 3:35 |
| 10.   | FIRE SONG                                    | 4:48 |
| 11.   | SLASH                                        | 5:08 |
| 12.   | ROCK BAND (Feat. SATOSHI & KO-JI ZERO THREE) | 5:09 |
| 50:00 |                                              |      |